# Al Jourgensen
Al Jourgensen, også kaldt Alien Jourgensen eller Alain Jourgensen (født 9. oktober 1958 i Havana, Cuba) er en cubansk-amerikansk musiker og producer, der spillede i industrial metal bandet Ministry. Han spillede både guitar, keyboard og bas i Ministry, men valgte i 2008 at trække sig tilbage og opløse bandet. Han havde tidligere spillet i gruppen Speciel Affect. Han er født i Cuba og flyttede senere med sin mor og danske stedfar til USA. Al Jourgensen har efternavn efter sin stedfar.[kilde mangler]